# Libro de Jacob
El Libro de Jacob (en inglés: The Book of Jacob: The Brother of Nephi), a veces denominado simplemente Jacob, es el tercero de la colección de textos llamada el Libro de Mormón. Se lo considera escrito por el profeta Jacob, hijo de Lehi y hermano de Nefi, quien debió vivir alrededor del 540 a. C. Originalmente redactado en egipcio reformado, fue traducido al inglés por José Smith, hijo. Según las creencias del movimiento de los Santos de los Últimos Días, todos los textos que forman el Libro de Mormón proceden de ciertas planchas de oro, enterradas en una colina del estado de Nueva York durante el siglo V, y que José Smith (h) declaró haber hallado por revelación divina. Dichas escrituras, también según el testimonio de Smith, son inaccesibles en la actualidad pues se encuentran en poder de un ángel. El Libro de Mormón forma parte de los textos canónicos de los Santos de los Últimos Días, quienes, por lo tanto, lo consideran parte de la revelación divina. Los autores que no pertenecen a este movimiento religioso sostienen, sin embargo, que José Smith fue el autor del Libro, basándose en material e ideas de su propio lugar y época; los Estados Unidos en la primera mitad del siglo XIX, durante el llamado: Segundo Gran Avivamiento.
El libro de Jacob comprende siete capítulos, puestos por escrito alrededor del 544 a. C. y, aunque relata parte de la historia de los Nefitas, incluyendo la muerte de Nefi, es esencialmente una recopilación de las prédicas de Jacob en el templo en la ciudad de Nefi. Jacob advierte contra el orgullo, la inmoralidad, el amor al dinero y la xenofobia. En los siguientes capítulos, cita la parábola del olivo cultivado y el olivo silvestre, la cual fue en un principio enunciada por el profeta Zenós. Por último, se detalla el encuentro que tuvo Jacob con Sherem, un anticristo y como le hizo frente mediante la fe y el testimonio de la expiación de Jesucristo.